# Stenochironomus poecilopterus
Stenochironomus poecilopterus är en tvåvingeart som först beskrevs av Mitchell 1908.  Stenochironomus poecilopterus ingår i släktet Stenochironomus och familjen fjädermyggor. Inga underarter finns listade i Catalogue of Life.